# The Stars (Are Out Tonight)
The Stars (Are Out Tonight) – piosenka Davida Bowiego, drugi singel z jego dwudziestego czwartego albumu studyjnego zatytułowanego The Next Day. Utwór został zaprezentowany po raz pierwszy 26 lutego 2013 na oficjalnej stronie Bowiego na Facebooku.

## Teledysk
Ilustrujący piosenkę teledysk został wyreżyserowany przez Florię Sigismondi, która wcześniej nakręciła wideoklipy do piosenek Bowiego „Little Wonder” i „Dead Man Walking”. W produkcji oprócz Bowiego występuje także brytyjska aktorka Tilda Swinton, jako żona artysty.

## Notowania

### Media polskie
| Lista                              | Pozycja |
| ---------------------------------- | ------- |
| Lista Przebojów Programu Trzeciego | 13      |
| Lista Przebojów Radia Merkury      | 24      |
| Lista przebojów UWUEMKA            | 1       |
| Aferzasta Lista Przebojów          | 35      |